# Здрава Иванова
Здрава (Здравка) Борисова Иванова е български трудов психолог, първия професор по психология на труда в България.

## Биография
Родена е на 6 септември 1915 г. в София. През 1938 г. завършва педагогия в Софийския университет, а през 1943 г. специализира в Германия. От 1939 г. е ръководител на отдела за психологически изследвания, професионално ориентиране и педагогически проучвания към ученическа полиниклинка, по-късно Централен медико-педагогически институт. Ръководи психо-педагогическата секция на Института по физическо възпитание и училищна хигиена. През 1952 г. този институт се слива с Педагогическия институт на БАН.
През 1959 г. специализира отново в Германия. От 1960 г. е на работа в Научноизследователския институт по педагогика на БАН, а от 1965 г. е хоноруван преподавател в Софийския университет. От 1969 г. е доцент. През 1973 г. оглавява Лабораторията по психология към Единния център за наука и подготовка на кадри на БАН. Води лекции по трудова психология. През 1974 г. е избрана за професор.
Член е на редакциите на сп. „Ергономия“, „Проблеми на труда“, „Училищно и професионално ориентиране“ и на научните съвети към Научноизследователския институт по образованието, Транспортния медицински институт и Центъра за промишлена естетика.
Умира през 1988 г.

## Отличия и награди
Носител е на орден „Кирил и Методий“ – I и III ст., на юбилеен медал „25 години народна власт“ и др.